# Neomargarodes aristidae
Neomargarodes aristidae är en insektsart som beskrevs av Borchsenius 1949. Neomargarodes aristidae ingår i släktet Neomargarodes och familjen pärlsköldlöss. Inga underarter finns listade i Catalogue of Life.